# Stördorf
Stördorf est une commune allemande du Schleswig-Holstein, située dans l'arrondissement de Steinburg (Kreis Steinburg), à six kilomètres à l'ouest de la ville d'Itzehoe. Stördorf fait partie de l'Amt Wilstermarsch qui regroupe 14 communes autour de Wilster.